# Conor McGregor
Conor Anthony McGregor (Crumlin, Irska, 14. srpnja 1988.) irski je borac mješovitih borilačkih vještina. Od 12. studenog 2016. godine je prvak lake kategorije UFC-a.

## Životopis
McGregor je rođen u Crumlinu predgrađu Dublina.
Ima dvije sestre i osnivač je odjevne marke august mcgregor te irskog viskija Proper Twelve.

## Karijera mješovitih borilačkih vještina
U veljači 2013. godine, Ultimate Fighting Championship (UFC) objavio je da su potpisali višegodišnji ugovor s McGregorom.

## Privatni život
McGregor ima dvije sestre, Erin i Aoife.

## Postignuća i nagrade

### Cage Warriors
- CWFC pero kategorija (jednom)
- CWFC laka kategorija (jednom)

### Ultimate Fighting Championship
- UFC pero kategorija (jednom)
- UFC međuvremena pero kategorija (jednom)
- UFC laka kategorija (jednom)

## MMA Borbe
| No.         | Event       | Fight                  | Date             | Venue                  | City                            | PPV buys   |
| ----------- | ----------- | ---------------------- | ---------------- | ---------------------- | ------------------------------- | ---------- |
| 1.          | UFC 189     | Mendes vs. McGregor    | 11 July 2015     | MGM Grand Garden Arena | Las Vegas, Nevada, US           | 825,000    |
| 2.          | UFC 194     | Aldo vs. McGregor      | 12 December 2015 | MGM Grand Garden Arena | Las Vegas, Nevada, US           | 1,200,000  |
| 3.          | UFC 196     | McGregor vs. Diaz      | 5 March 2016     | MGM Grand Garden Arena | Las Vegas, Nevada, US           | 1,317,000  |
| 4.          | UFC 202     | Diaz vs. McGregor 2    | 20 August 2016   | T-Mobile Arena         | Las Vegas, Nevada, US           | 1,650,000  |
| 5.          | UFC 205     | Alvarez vs. McGregor   | 12 November 2016 | Madison Square Garden  | New York City, US               | 1,300,000  |
| 6.          | UFC 229     | Khabib vs. McGregor    | 6 October 2018   | T-Mobile Arena         | Las Vegas, Nevada, US           | 2,400,000  |
| 7.          | UFC 246     | McGregor vs. Cowboy    | 18 January 2020  | T-Mobile Arena         | Las Vegas, Nevada, US           | 1,350,000  |
| 8.          | UFC 257     | Poirier vs. McGregor 2 | 24 January 2021  | Etihad Arena           | Abu Dhabi, United Arab Emirates | 1,600,000  |
| 9.          | UFC 264     | Poirier vs. McGregor 3 | 10 July 2021     | T-Mobile Arena         | Las Vegas, Nevada, US           | 1,800,000  |
| Total sales | Total sales | Total sales            | Total sales      | Total sales            | Total sales                     | 13,442,000 |

## Boksački rezultati
| Rezultat | Omjer | Protivnik            | Način           | Datum              | Runda, Vrijeme | Mjesto održavanja                     | Bilješke |
| -------- | ----- | -------------------- | --------------- | ------------------ | -------------- | ------------------------------------- | -------- |
| Poraz    | 0-1   | Floyd Mayweather Jr. | tehnički nokaut | 26. kolovoza 2017. | 10 (12), 1:05  | T-Mobile Arena, Paradise, Nevada, SAD |          |

Film
| Year | Title                     | Role    | Notes       |
| ---- | ------------------------- | ------- | ----------- |
| 2017 | Conor McGregor: Notorious | Himself | Documentary |
| TBA  | Road House                |         | Filming     |

## Vanjske poveznice
- Službena web stranica borca
- McGregor na Sherdog.com